# La chasse à l'homme
La Chasse à l'homme är en fransk-Italiensk komedifilm från 1964 i regi av Édouard Molinaro.

## Rollista i urval
- Jean-Claude Brialy - Antoine Monteil
- Françoise Dorléac - Françoise Bricart
- Marie Laforêt - Gisèle
- Claude Rich - Julien Brenot
- Catherine Deneuve - Denise Heurtin
- Marie Dubois - Sophie
- Hélène Duc - Mme. Armande
- Bernadette Lafont - Flora
- Bernard Blier - M. Heurtin
- Mireille Darc - Georgina
- Micheline Presle - Isabelle Lartois
- Michel Serrault - Gaston Lartois
- Jean-Paul Belmondo - Fernand